# Esquí acuático en los Juegos Suramericanos de 2014: Slalom masculino
La prueba de slalom masculino de esquí acuático en Santiago 2014 se disputó en la Laguna Los Morros entre los días 7 y 8 de marzo de 2014, en los cuales se celebró la competencia preliminar y final respectivamente. Participaron 13 atletas de esta disciplina.

## Resultados

### Preliminares
| Rank | Nombre              | País      | Puntaje       | Notas |
| ---- | ------------------- | --------- | ------------- | ----- |
| 1    | Martín Malarczuk    | Argentina | 1.00-58-10.75 | Q     |
| 2    | Felipe Miranda      | Chile     | 5.00-58-11.25 | Q     |
| 3    | Diego González      | Chile     | 4.50-58-11.25 | Q     |
| 4    | Santiago Robledo    | Colombia  | 4.00-58-11.25 | Q     |
| 4    | Nicholas Walter     | Brasil    | 4.00-58-11.25 | Q     |
| 6    | Santiago Correa     | Colombia  | 3.00-58-11.25 | Q     |
| 6    | Rodrigo Miranda     | Chile     | 3.00-58-11.25 |       |
| 8    | Rafael de Osma      | Perú      | 2.00-58-11.25 |       |
| 9    | Diego Chicharro     | Chile     | 0.00-58-11.25 |       |
| 10   | Agustín Patricio    | Argentina | 5.00-58-12.00 |       |
| 11   | Mario Mustafa       | Perú      | 4.00-58-12.00 |       |
| 12   | Martín Ávila        | Ecuador   | 3.00-52       |       |
| 13   | Juan Vicente Méndez | Venezuela | 0.00-49       |       |

### Final
| Rank              | Nombre           | País      | Puntaje       |
| ----------------- | ---------------- | --------- | ------------- |
| Medalla de oro    | Nicholas Walter  | Brasil    | 5.00-58-11.25 |
| Medalla de plata  | Martín Malarczuk | Argentina | 4.50-58-11.25 |
| Medalla de bronce | Santiago Robledo | Colombia  | 3.00-58-11.25 |
| 4                 | Felipe Miranda   | Chile     | 2.50-58-11.25 |
| 5                 | Diego González   | Chile     | 2.50-58-11.25 |
| 6                 | Santiago Correa  | Colombia  | 2.50-58-11.25 |